# スクールボーイ・Q
スクールボーイ・Q（英: ScHoolboy Q、本名: Quincy Matthew Hanley、1986年10月26日 - ）は、アメリカ合衆国のラッパーである。ドイツで生まれ、その後ロサンゼルスへ移住した。Top Dawg Entertainmentに所属し、ヒップホップグループ「ブラック・ヒッピー」のメンバーでもある。
2008年にミックステープ『ScHoolboy Turned Hustla』、2009年に『Gangsta & Soul』をリリース。2011年1月にTDEからデビューアルバム『Setbacks』をリリースする。2012年には、2作目のアルバム『Habits & Contradictions』をリリース。2014年、インタースコープから3作目となるメジャーデビュー・アルバム『Oxymoron』をリリースし、全米1位を記録する。その後、4作目のアルバム『Blank Face LP』（2016年）、5作目『Crash Talk』（2019年）をリリースしている。

## 来歴

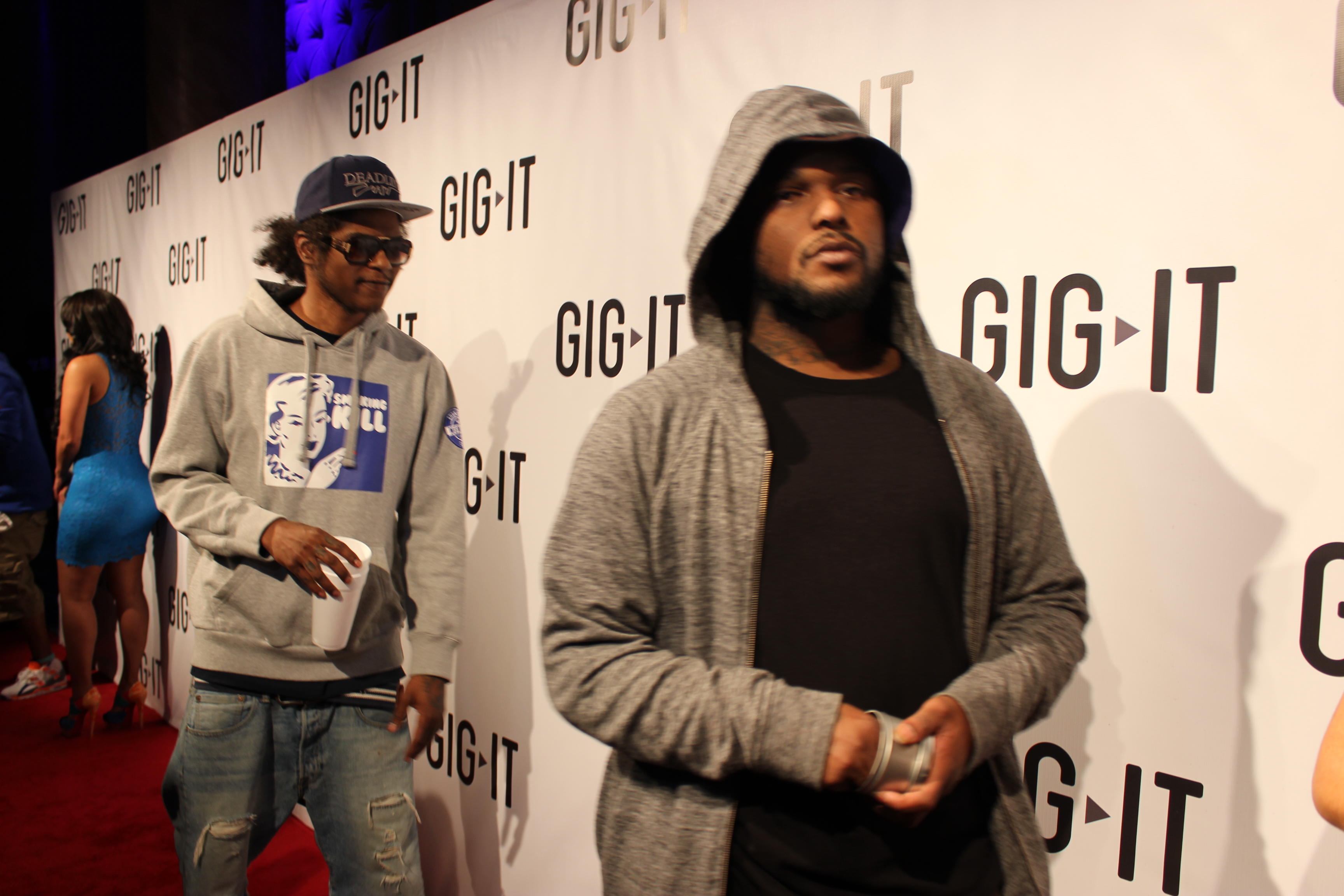
レッドカーペットでのScHoolboy Q（2012年）

1986年10月26日、スクールボーイQこと、クインシー・マシュー・ハンリー（Quincy Matthew Hanley）はドイツのヴィースバーデンの軍事基地で生まれた。彼が生まれる前に両親は離婚しており、父親と共に数年間テキサス州に移り住み、その後カリフォルニア州に定住する。彼はカリフォルニア州ロサンゼルスの南中央部、フィゲロアとフーバー通りに隣接する51番街で育った。スクールボーイQはストリートギャングに参加し、麻薬の売人となる。また、6歳から21歳までアメリカンフットボールをしていた。
10代の頃から詩を書き始めたが、21歳になるまでは本格的に始めたわけではなかった。2006年に、カーソンを拠点とする独立系レコード・レーベル、トップ・ドーグ・エンターテインメント（Top Dawg Entertainment: TDE）のスタジオでレコーディングを行い、彼らのとコラボレートするようになる。
2008年7月29日、初のミックステープ『Schoolboy Turned Hustla』をG.E.D. Inc.からリリース。2009年にはミックステープ『Gangsta & Soul』をリリース。その後Top Dawg Entertainmentと契約を結び、レーベル仲間のケンドリック・ラマー、ジェイ・ロック、アブ・ソウルとBlack Hippy（ブラック・ヒッピー）を結成する。
2011年1月11日、TDEからデビューアルバム『Setbacks』をリリースする。

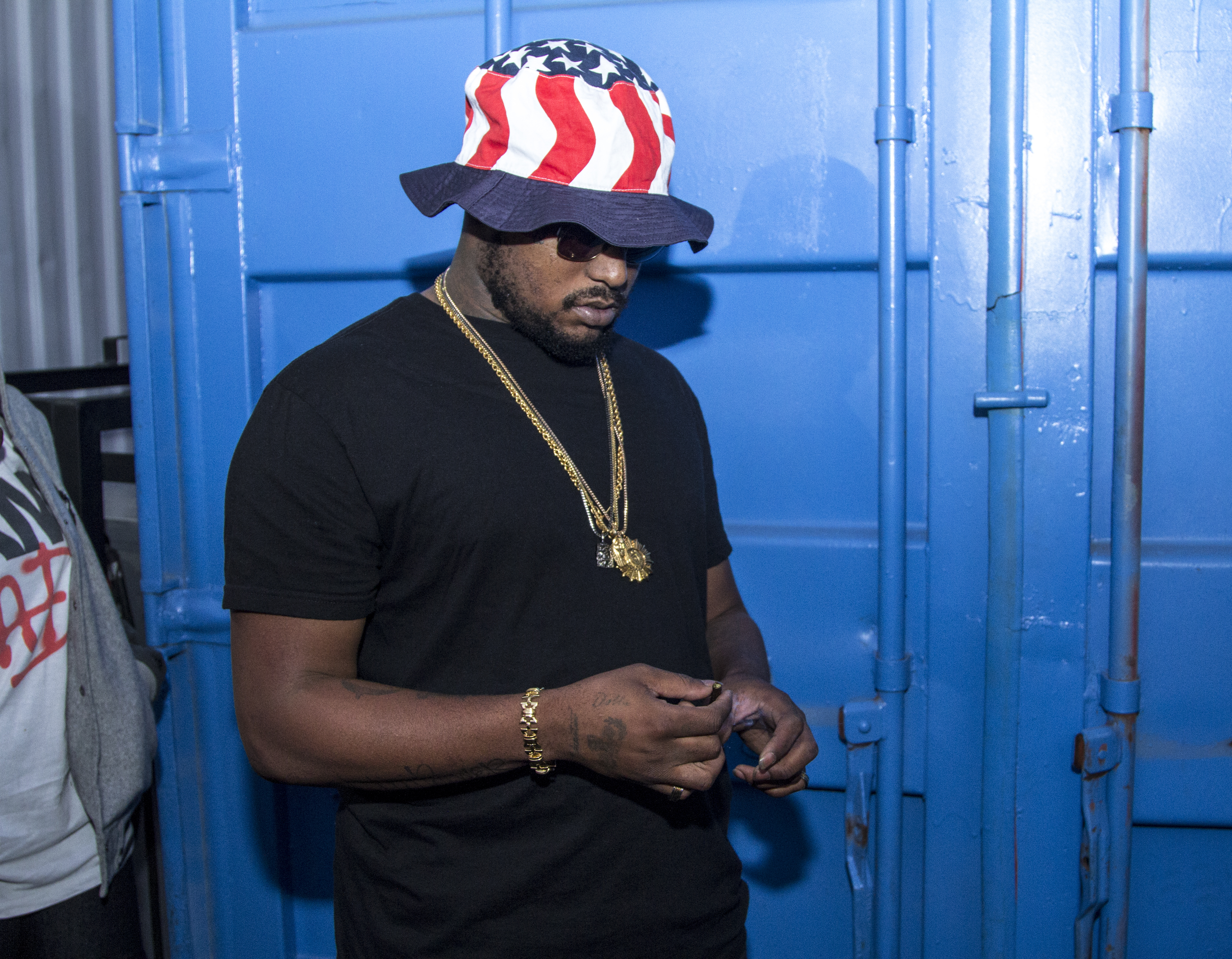
ScHoolboy Q（2012年）

2012年1月14日、2作目のアルバム『Habits & Contradictions』をリリース。
2012年、Top Dawg EntertainmentがInterscope RecordsとAftermath Entertainmentとのジョイント・ベンチャー契約を締結し、スクールボーイQはメジャーレーベルのアーティストとなった。
2014年2月25日、3作目のアルバム『Oxymoron』をリリースし、Billboard 200で1位を記録する。アルバムからは楽曲「Collard Greens」「Man of tHe Year」「Studio」「Hell of a NigHt」などが次々とヒットした。第57回グラミー賞では最優秀ラップ・アルバム賞にノミネート、楽曲「Studio」が最優秀ラップ/サング・コラボレーション賞にノミネートされた。
2016年7月8日、4作目のアルバム『Blank Face LP』をリリースし、Billboard 200で2位を記録する。アルバムからはカニエ・ウェストをフィーチャリングした楽曲「That Part」がヒットした。第59回グラミー賞では最優秀ラップ・アルバム賞にノミネート、楽曲「That Part」が最優秀ラップ・パフォーマンス賞にノミネートされた。
2019年4月26日、5作目のアルバム『CrasH Talk』をリリースし、Billboard 200で3位を記録する。

## 音楽性

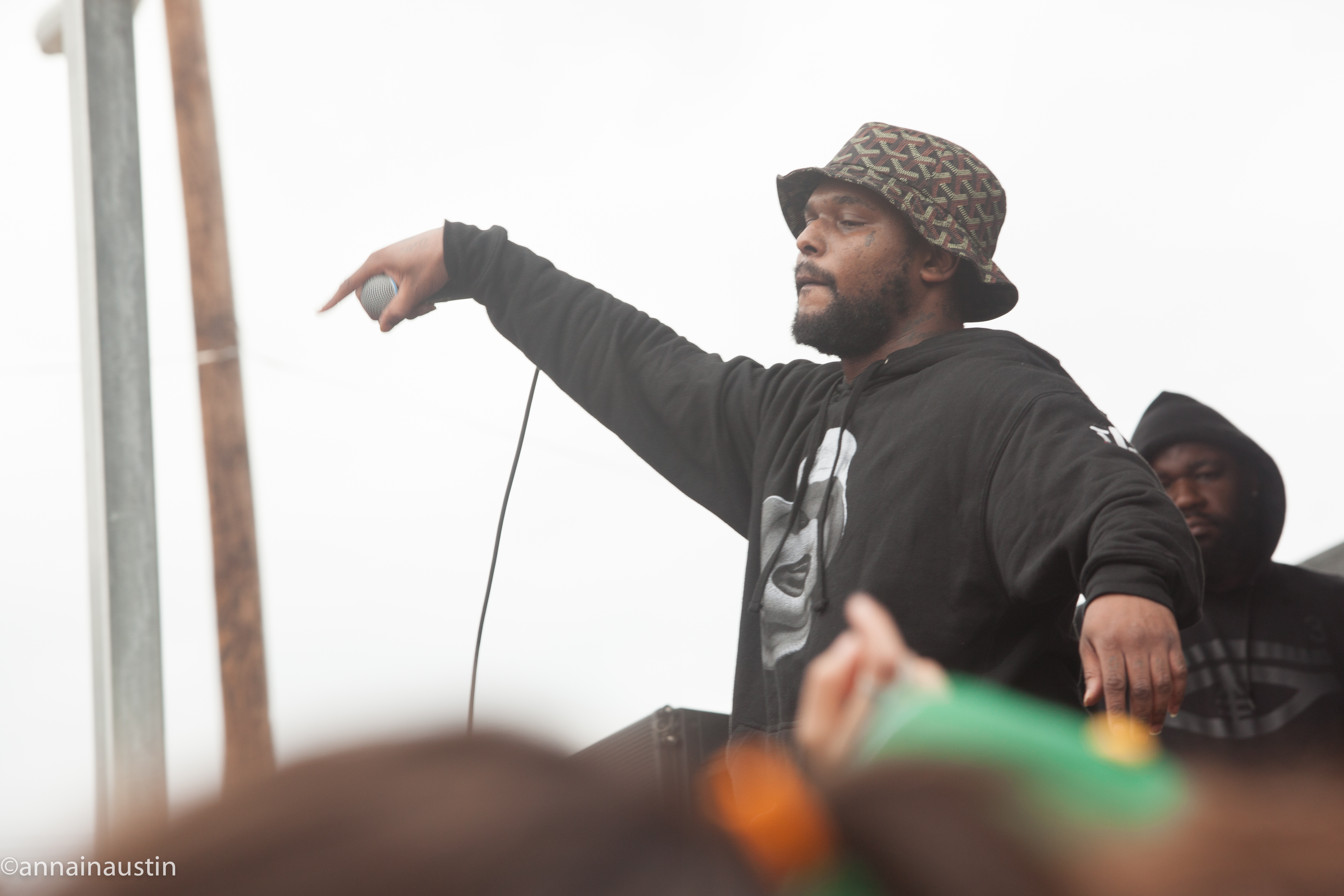
SXSWに出演するScHoolboy Q（2014年）

### ラップスタイル
スクールボーイQは多才なラップスタイルで知られている。LAウィークリー誌はアルバム『Setbacks』について「彼のラップは、まるでシリーパティーのように母音を伸ばしたり、単語をスラスラ喋ってからダブルタイムに戻ったりすることを得意としている」と指摘している。

### 影響を受けたアーティスト
スクールボーイQは影響を受けたアーティストとして、Nas、50 Cent、Jay-Z、The Notorious B.I.G.、Kurupt、2Pacを挙げている。いくつかのインタビューでは、50 Centがラップと音楽のキャリアを真剣に始めた最大の理由だと述べており、50 Centは自分の人生を救ったとまで言っている。Complex誌のインタビューで、スクールボーイQはJay-Zからライムスタイルを得たと語っている。また、2012年のインタビューでは「50 Centから多くの攻撃性を得た」と述べ、「彼は基本的に俺のスタイル全体を生み出した」と付け加えている。

## 人物

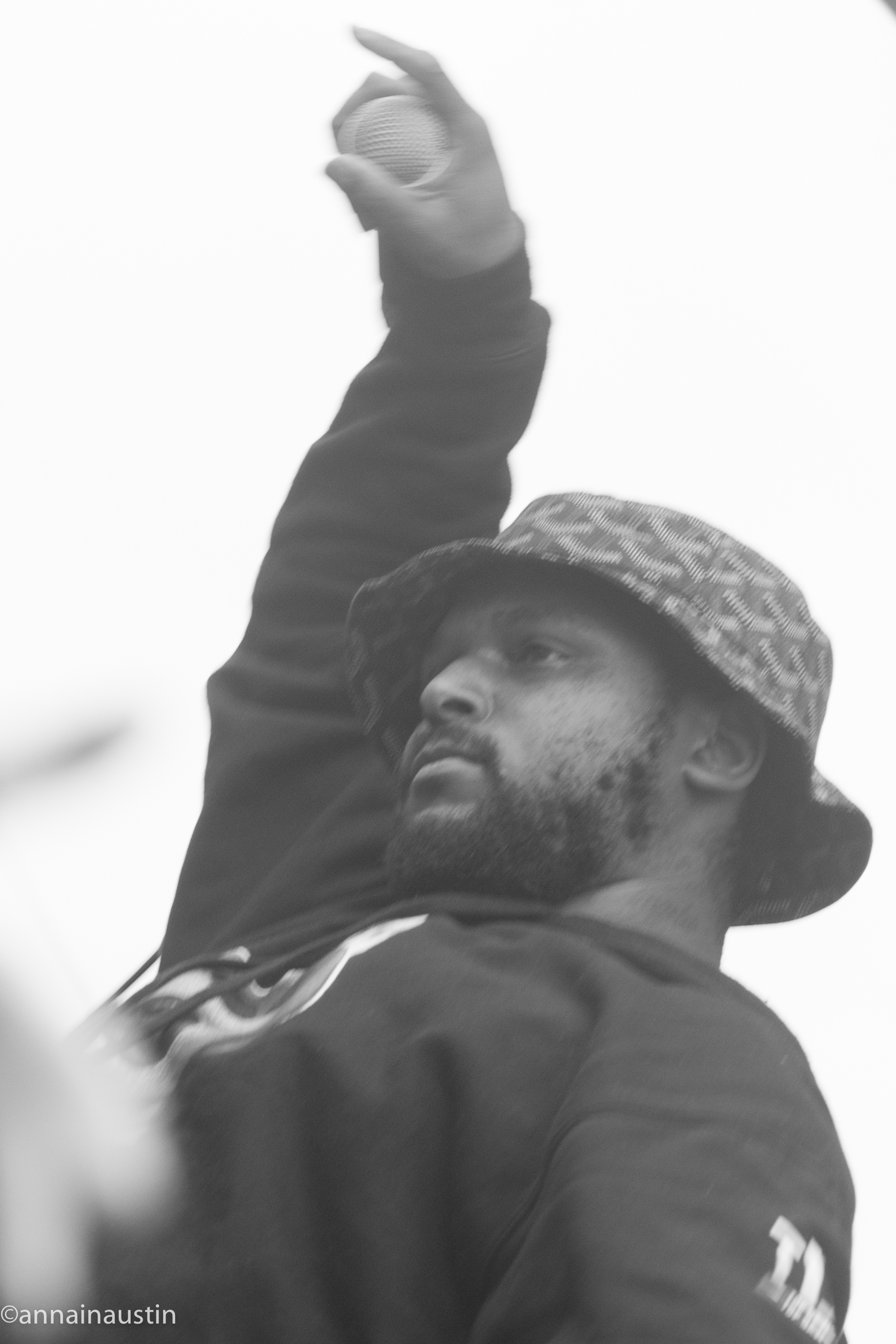
ライブでのScHoolboy Q（2014年）

スクールボーイQはTwitterで自身が部分的にホンジュラス系であることを明かしている。
スクールボーイQは曲のタイトルなど、アルファベットの"H"のみ大文字にするのが恒例となっている。その理由について「HIIIPOWER X HIPPY X HOOVER X HEAVEN & HELL AKA MY LIFE.」とツイートしている。
スクールボーイQは野球チーム「ロサンゼルス・エンゼルス」とサッカーチーム「サンフランシスコ・フォーティナイナーズ」のファンである。
2ndアルバム『Habits & Contradictions』（2012年）から4thアルバム『Blank Face LP』（2016年）の時期は、よくバケットハット(帽子)を被っておりトレードマークとなっていた。

### 家族
スクールボーイQには2人の娘がいる。長女のジョイス・"ジョイ"・ハンリーは2009年4月24日に生まれ、次女は2019年1月4日に生まれた。 スクールボーイQはいくつかの曲でジョイについて言及しており、ミュージック・ビデオのいくつかにも出演している。

### 事件
2007年、当時は公表されなかった犯罪で逮捕され、6ヶ月間刑務所に入れられそのうちの半分は自宅軟禁で終わったと語っている。Redditで家宅侵入に関連していたことを明らかにしたが、詳細は明かさなかった。インタビューで10代の頃にどんな仕事をしていたかと聞かれた時、ドラッグの販売、窃盗、ギャング・バンギングをしていたと認めている。 
2011年3月、サウス・バイ・サウスウエスト音楽祭で逮捕され、マリファナ所持のために勾留された。

### 確執
2009年、スクールボーイQはラッパーの40 Gloccと短期間ライバル関係にあった。スクールボーイQは「Ezell (40 Glocc Killa) 」と題したディス・トラックをリリースし、40 Gloccのギャング・バンギングに疑問を呈している。スクールボーイQは後にビデオインタビューで「彼はブラザーのタイガについて嘘の発言をしたんだ。彼はたくさんの嘘や噂、子供じみたことをしていて本当に気に入らなかったし、このピエロに見下されていると感じていたから、吐き出さなければならなかった」と語った。スクールボーイQは「もう終わったんだ、俺は自分がするべきことをやった、俺は自分が言うべきことを言った、そしてもう彼のことをディスることはしない」と述べている。

## ディスコグラフィ

### アルバム
| 年                                        | タイトル                | アルバム詳細 | チャート最高位 | チャート最高位 | チャート最高位 | チャート最高位 | チャート最高位 | チャート最高位 | チャート最高位 | チャート最高位 | 認定           |
| 年                                        | タイトル                | アルバム詳細 | US             | AUS            | CAN            | FRA            | GER            | NZ             | SWI            | UK             | 認定           |
| ----------------------------------------- | ----------------------- | --- | -------------- | -------------- | -------------- | -------------- | -------------- | -------------- | -------------- | -------------- | -------------- |
| 2011                                      | Setbacks                | - 発売日: 2011年1月11日 - レーベル: Top Dawg - フォーマット: digital download - 全米売上: 1.8万枚                      | 100            | —              | —              | —              | —              | —              | —              | —              |                |
| 2012                                      | Habits & Contradictions | - 発売日: 2012年1月14日 - レーベル: Top Dawg - フォーマット: digital download - 全米売上: 4.8万枚                      | 111            | —              | —              | —              | —              | —              | —              | —              |                |
| 2014                                      | Oxymoron                | - 発売日: 2014年2月25日 - レーベル: Top Dawg, Interscope - フォーマット: CD, LP, digital download - 全米売上: 41.5万枚 | 1              | 11             | 1              | 123            | 59             | 7              | 24             | 23             | - US: プラチナ |
| 2016                                      | Blank Face LP           | - 発売日: 2016年7月8日 - レーベル: Top Dawg, Interscope - フォーマット: CD, digital download - 全米売上: 50万枚        | 2              | 9              | 2              | 87             | —              | 5              | 14             | 36             | - US: ゴールド |
| 2019                                      | Crash Talk              | - 発売日: 2019年4月26日 - レーベル: Top Dawg, Interscope - フォーマット: CD, digital download - 全米売上: 8.1万枚      | 3              | 11             | 5              | 50             | 47             | 6              | 17             | 27             |                |
| "—"は未発売またはチャート圏外を意味する。 |                         | |                |                |                |                |                |                |                |                |                |